# Dichonia aeruginea
Dichonia aeruginea är en fjärilsart som beskrevs av Jacob Hübner 1803. Dichonia aeruginea ingår i släktet Dichonia och familjen nattflyn. Inga underarter finns listade i Catalogue of Life.